# Maria Theresia Ahlefeldt
Maria Theresia Ahlefeldt, född 1755 i Regensburg, död 1810 i Prag, var en dansk (ursprungligen tysk) kompositör. Hon var Danmarks första kvinnliga kompositör.

## Bakgrund
Maria Theresia Ahlefeldt var dotter till furst Alexander Ferdinand von Thurn und Taxis (1704–1773) och Maria Henriette Josepha von Fürstenberg-Stülingen (1732–1772). Gift 1780 i Prag med hovmarskalken och hovteaterchefen greve Ferdinand Anton Christian Ahlefeldt (1747–1815) av den danska släkten Ahlefeldt.
Hon växte upp i en kulturell miljö med fransk, tysk och italiensk opera, teater, baletter, pantomimer och konserter vid det adliga furstehovet på slottet Thurn und Taxis i Regensburg. Hon spelade klaver med sina systrar och visade tidigt talang för komposition.
Hon trolovades med prins Joseph av Fürstenberg 1772 men förlovningen bröts efter ett förhållande med prins Philip av Hohenlohe, som hon av familjen förbjöds gifta sig med. 1780 fick hon fly undan arrest då hon mot familjens vilja gift sig med den danske greven Ferdinand Anton Christian Ahlefeldt.

## Verksamhet
Maken fick anställning som hovmarskalk vid markgrevehovet i Ansbach, där hon deltog i Lady Cravens amatörteater. Hon ska här ha skrivit librettot till en komisk opera i två akter, La Folie, ou quel Conte!. 1792 blev maken marskalk vid danska hovet och chef för Det Kongelige Teater i Köpenhamn. Hon komponerade här en kantante för musikklubben Harmonien och flere verk för teatern. Hon komponerade musiken till en opera-ballet i fyra akter av balettmästare Vincenzo Galeottis Telemak paa Calypsos Øe med text av C. Pram (1792), vilket blev en succé: hon skrev dessutom en aria och en körsång som inledning med en prolog av Knud Lyne Rahbek. Hon komponerade även musiken till dramat Veddemaalet av P.H. Haste (1793). Maken fick avsked 1794 och de flyttade 1798 till Dresden. Hon skrev även Romance de Nina med sopran, violiner, horn och bas. Hon fick god kritik och beskrevs som “virkelig Tonekunstnerinde”.
Hon bodde 1800–1810 i Prag.

## Verk (urval)
- La Folie, ou quel Conte! (libretto) 1780-talet
- Telemak paa Calypsos Øe (musik, aria, körsång), 1792
- Veddemaalet (musik), 1793
- Romance de Nina 1794/98